# Diaxenes andamanicus
Diaxenes andamanicus là một loài bọ cánh cứng trong họ Cerambycidae.